# Ana Popovic
Ana Popovic (13 mei 1976 Belgrado) is een Servisch-Amerikaanse blues- en jazzgitarist en singer-songwriter.
Popovic speelt sinds haar vijftiende gitaar. Vanaf 1995 vormde zij met drie anderen de band Hush. In 1998 ging ze in Nederland Jazz studeren en ging de band uit elkaar. Vanaf 1999 trad ze solo op. Sinds 2012 woont ze in het Amerikaanse  Memphis.

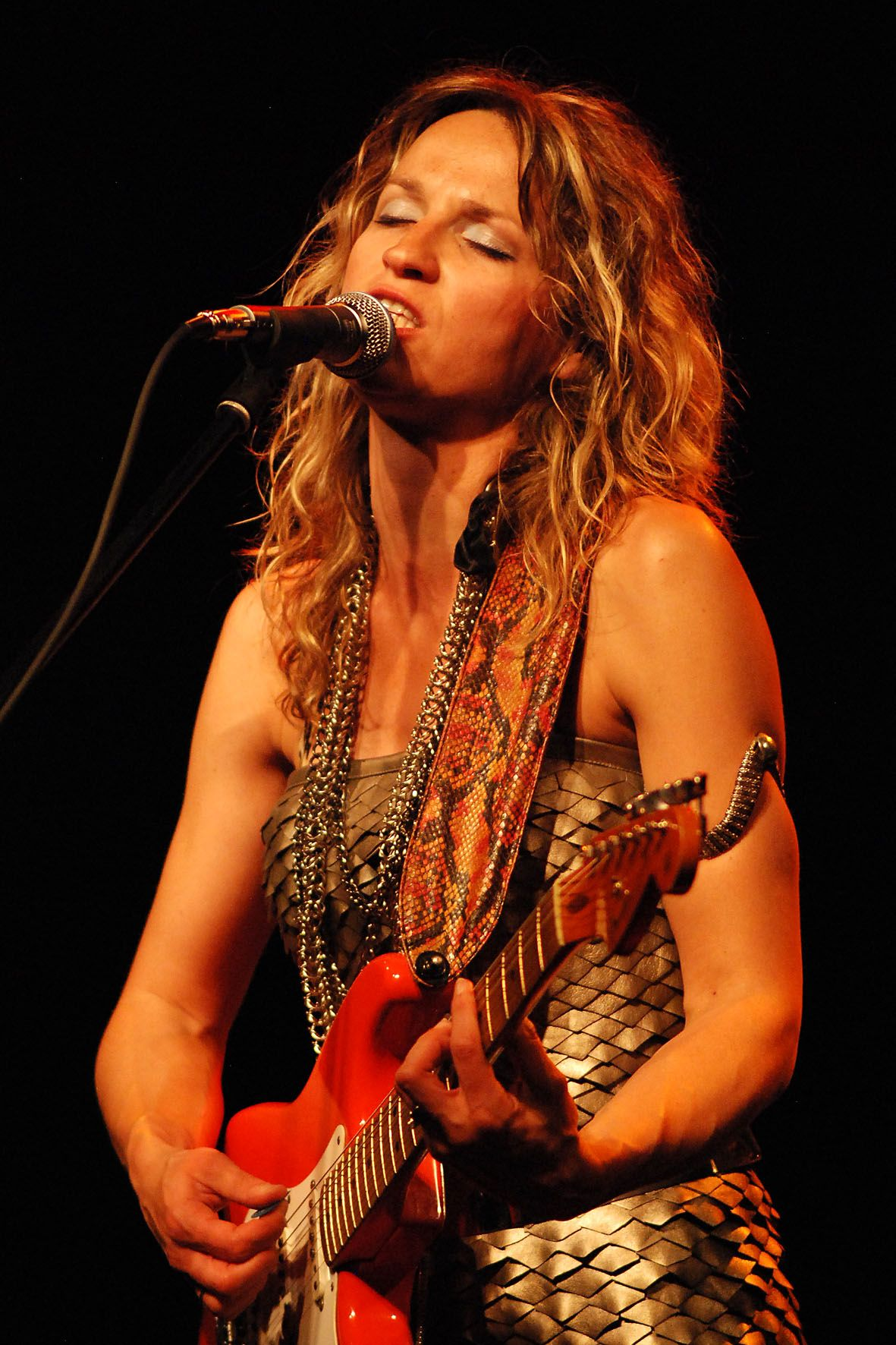
Ana Popovic in 2011

- Bibliothèque nationale de France: cb166836649 (data)
- Gemeinsame Normdatei: 135201551
- International Standard Name Identifier: 0000 0000 5550 9243
- Library of Congress Control Number: n2005034715
- MusicBrainz: c736d2e3-b1d2-4ae7-8f83-63af4e1c1de1
- Virtual International Authority File: 24006445
- WorldCat: E39PBJjRXYrWRptjyxCtBKkFKd